# Jakob Christensen
Jakob Lindgreen Christensen (født 24. februar 1946 i København, død 14. maj 2022) var en dansk dramatiker, sceneinstruktør, skuespiller og sanger.

## Som skuespiller, instruktør, dramatiker, sanger i udvalg
- 1971 Jomfru Ane Teatret: Blod og brand, instruktør

- 1979 Teatergruppen Natholdet: DSB - En musical om et land i bevægelse, instruktør

- 1982 Aalborg Teater: Bondebilleder, instruktør

- 1984 DR: Crash (tv-serie), skuespiller i rollen Barry Slisk[b]

- 1985-1987 Arbejdermuseet, Københavneren, Teatergruppen Natholdet: Så længe mit hjerte slår, instruktion og som skuespiller og sanger i rollen John Mogensen

- 1986 Café Teatret: Den næsvise stratenrøver, skuespiller[b]

- 1987 Jomfru Ane Teatret: Følelser og spøgelser, dramatiker[2][b]

- 1991 Aalborg Teater: En god dag, instruktør

- 1996 Café Teatret: Easy Living, instruktør[b]

## Udmærkelse
Modtog i 1998 Kaj Munkprisen sammen med Caspar Koch for Vildt afsted over Himmel og Jord